# Хельсинки-Вантаа
Аэропорт Хе́льсинки (англ. Helsinki Airport, фин. Helsinki-Vantaan lentoasema, швед. Helsingfors-Vanda flygplats; ИАТА: HEL, ИКАО: EFHK) — международный аэропорт города Хельсинки, столицы Финляндии. Расположен в городе Вантаа, примерно в 17 километрах к северу от центра Хельсинки. Аэропорт управляется Finavia.
Аэропорт является крупнейшим в Финляндии по количеству пассажиров. Около 90 % международного воздушного сообщения Финляндии проходит через аэропорт. В 2017 году аэропорт обслужил около 19 миллионов пассажиров, из них 16,2 миллиона на международных рейсах и 2,7 миллиона на внутренних. В среднем аэропорт обслуживает около 350 вылетов в день.
Аэропорт является хабом для местных и международных рейсов авиакомпании Finnair — финского национального перевозчика, его дочерней компании Nordic Regional Airlines, CityJet, Jet Time, TUI fly Nordic и операционной базой для Norwegian Air Shuttle и Primera Air. Аэропорт также является важным пунктом в сети маршрутов авиакомпании Thomas Cook Airlines Scandinavia. Вантаа обслуживает около 50 регулярных авиакомпаний, около 80 европейских направлений и 21 прямых дальнемагистральных рейсов в Азию, Ближний Восток и Северную Америку. Также из аэропорта выполняется 35 чартерных направлений. В настоящее время аэропорт Хельсинки имеет два терминала, 29 гейтов и 80 удаленных стоянок для самолётов.
Построенный для Летних Олимпийских игр 1952 года в Хельсинки, аэропорт сегодня предоставляет рабочие места для 20000 человек, кроме того, в аэропорту работают 1500 компаний.
Аэропорт способен обрабатывать сверхкороткий транзит пассажиров, минимальное время стыковки в 35 минут является одним из самых коротких в Европе.
В марте 2018 года влиятельная британская консалтинговая компания Skytrax избрала аэропорт Хельсинки лучшим аэропортом Северной Европы. Кроме того, аэропорт несколько раз признавался лучшим в Европе с точки зрения пассажиров.

## История

### 1950—1960-е годы

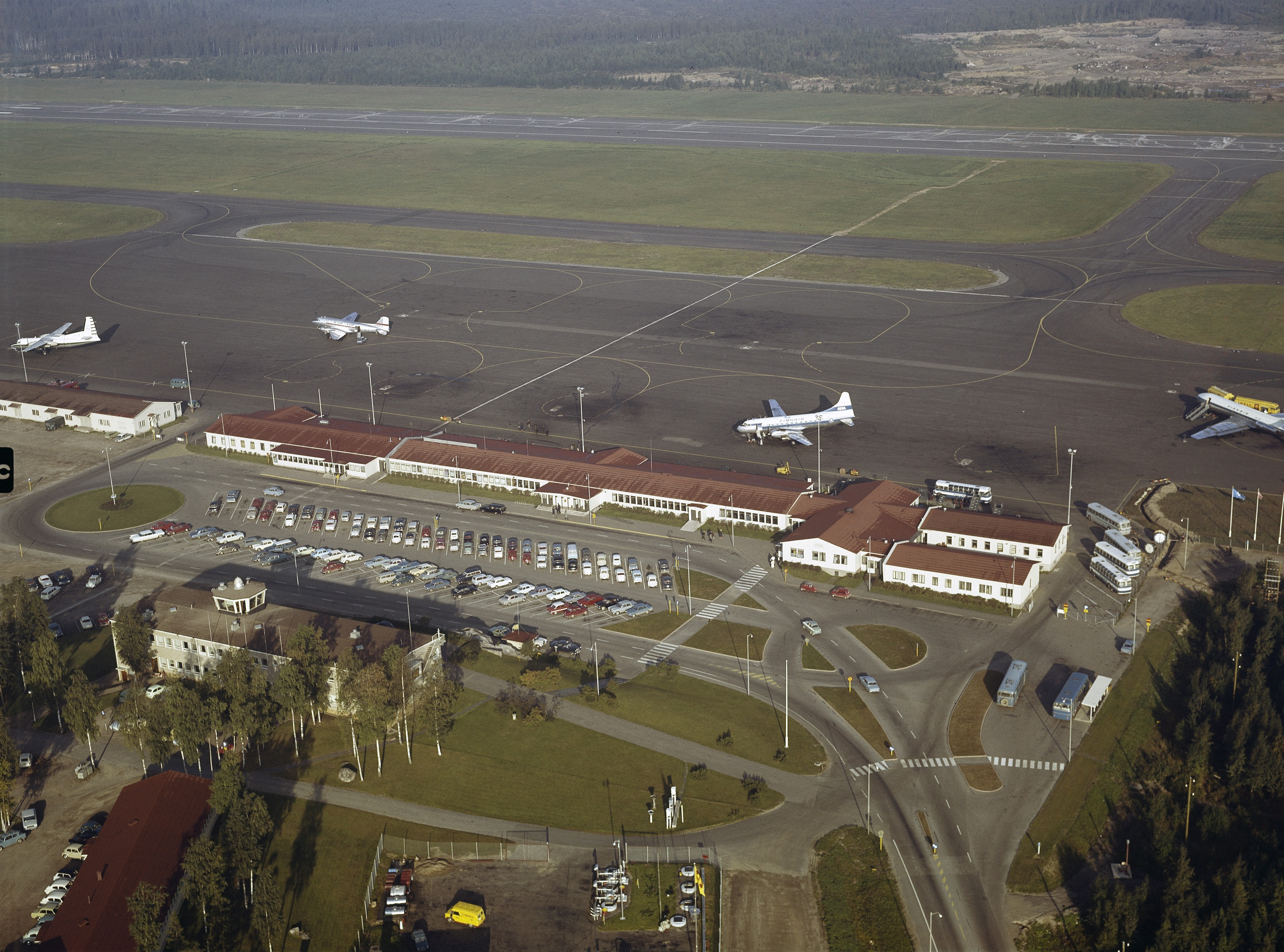
Аэропорт Хельсинки-Вантаа в 1960-х годах

Планирование нового аэропорта для города Хельсинки началось в 1940-х годах, когда стало очевидно, что старый аэропорт в Малми не может справиться с увеличением пассажиропотока и принимать новые, более тяжелые самолеты. Новый участок был найден примерно в 20 км от центра Хельсинки, в городе-спутнике Вантаа. Аэропорт был открыт в июле 1952 года перед открытием летних Олимпийских Игр в Хельсинки.
Первые два самолета DC-3 (бортовые номера OH-LCC и OH-LCD) авиакомпании Aero Oy (ныне Finnair) приземлились в Вантаа 26 июня 1952 года. Авиакомпания использовала аэропорт Хельсинки/Малми, а чартерные рейсы были направлены в Вантаа 26 октября 1952 года. Аэропорт первоначально имел одну взлетно-посадочную полосу, вторая была построена четыре года спустя в 1956 году. Регулярные полеты начались в 1959 году.
Новый пассажирский терминал был открыт в 1969 году, а первое трансатлантические рейсы в Нью-Йорк начались 15 мая 1969 года.

### 1970—1990-е годы
В 1973 году были введены первые проверки безопасности для международных рейсов. Название Хельсинки-Вантаа аэропорт получил в 1977 году.
В 1983 году авиакомпания Finnair начала выполнять первый беспосадочный рейс из Западной Европы в Японию на одном самолете McDonnell Douglas DC-10-30ER. В 1970-х годах Pan Am выполняли рейсы из Хельсинки в США. Размеры пассажирского терминала были увеличены в 1983 году. Пять лет спустя, в 1988 году, аэропорт ежегодно обслуживал уже более шести миллионов пассажиров.
В 1991 году Delta Air Lines начала свою деятельность в аэропорту. В 1993 году был построен новый терминал для внутренних рейсов. В 1996 году, международный терминал был расширен и объединен с внутренним терминалом. В это же время была достроена новая диспетчерская вышка. В ноябре 1999 года площадь международного терминала была еще увеличена, построены залы для прибывающих и убывающих пассажиров.

### 2000—2009-е годы
В 2000 году аэропорт впервые в своей истории обслужил более 10 миллионов пассажиров за год. 28 ноября 2002 года была открыта третья взлетно-посадочная полоса, первым самолетом, совершившим взлет с нее, был McDonnell Douglas MD-11 авиакомпании Finnair, направлявшийся в Нью-Йорк. В 2004 году международный терминал был снова расширен, были открыты новые торговые площади. В 2009 году было завершено последнее увеличение терминала 2. Общая площадь терминала — 43,908 квадратных метров. В том же году состоялось открытие новой торговой зоны и спа-салона для пассажиров дальнемагистральных рейсов, отмена терминального разделения между внутренними и международными рейсами и реконструкция терминала 1 для международных рейсов. В том же году авиакомпания TAP Portugal начала выполнение рейсов между Хельсинки и Лиссабоном.

### 2010-е годы
В течение 2010-х годов произошло резкое увеличение пассажиропотока. В 2010 году аэропорт обслужил 12.883.399 пассажиров, на 2 процента больше, чем в 2009. Грузовые авиаперевозки увеличились на 29,4 процента.
В апреле 2010 года Norwegian Air Shuttle открыла свои первые маршруты в Осло и Стокгольм на самолетах Boeing 737. Сейчас авиакомпания является одним из крупнейших операторов в аэропорту и выполняет рейсы почти по 40 направлениям в Европу, Азию и Африку.
В 2011 году в аэропорту Хельсинки наблюдался самый большой за год рост числа пассажиров. Количество пассажиров в год увеличилось на 2 миллиона, до в 14 миллионов пассажиров за год. В том же году, easyJet отменила три маршрута: из Хельсинки в Манчестер, Лондон/Гатвик и Париж/Шарль-де-Голль ссылаясь на слабый спрос, Austrian Airlines и Czech Airlines прекратили свои рейсы в Хельсинки по этой же причине. В 2012 году LOT Polish Airlines отменили свои рейсы в Хельсинки. В 2014 году ряд авиакомпаний, таких как Aer Lingus, Germanwings, S7 Airlines и Wizz Air, отменили рейсы в Хельсинки.
В 2010-х годах в аэропорту наблюдался огромный рост количества дальнемагистральных рейсов.
В 2015 году были отремонтированы зал выдачи багажа 2B и зал прибытия 2A, а в июле 2015 года была открыта железнодорожная линия Ring Rail Line с сообщением до центрального железнодорожного вокзала Хельсинки. В марте 2015 года Swiss International Air Lines начала выполнять рейсы в Хельсинки, но через год они были отменены. В конце 2015 года авиакомпания Blue1 закрыла свой хаб в Хельсинки, который был единственным у авиакомпании. Авиакомпания выполняла рейсы по 28 европейским направлениям. Scandinavian Airlines продала Blue1 авиакомпании CityJet. В 2015 году аэропорт впервые обслужил 16 миллионов пассажиров за год.
В марте 2016 года Czech Airlines возобновила полеты из Праги в Хельсинки на самолетах Airbus A319. 10 октября 2016 года в аэропорту начала свою работу авиакомпания Qatar Airways, которая выполняет рейсы в Доху на Boeing 787 Dreamliner.
По прогнозам Finavia, количество пассажиров аэропорта в 2018 году составит более 20 миллионов. Авиакомпания Norwegian Air Shuttle объявила об удвоении своих рейсов из Хельсинки в течение следующих пяти лет, в том числе и за счет дальнемагистральных рейсов.

## Инфраструктура

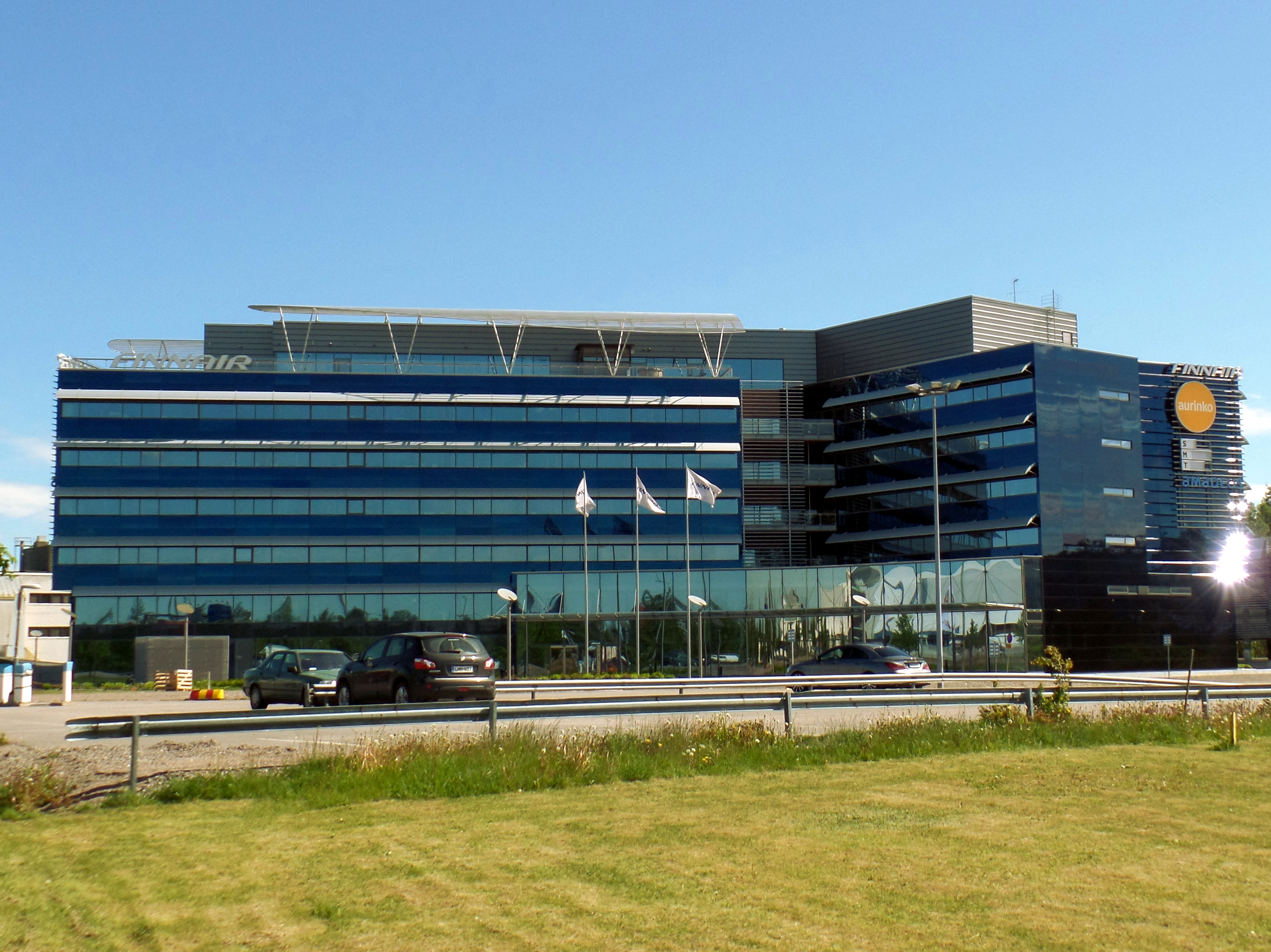
Головной офис Finnair в аэропорту Хельсинки-Вантаа

Здание аэропорта разделено на два терминала, расположенных на расстоянии 250 метров друг от друга и соединенных друг с другом. Это разделение довольно условное, части аэровокзальных зданий разделены не на терминал 1 (бывший внутренний терминал) и терминал 2 (бывший международный терминал), а на Шенгенскую и не Шенгенскую зоны. Пропускная способность терминала аэропорта составляет около 16-17 миллионов пассажиров в год.
Внутренние рейсы, а также рейсы в европейские страны Шенгенского соглашения выполняются с гейтов 11-31. Для дальнемагистральных и европейских нешенгенских рейсов используются гейты 31-38. По мере завершения расширения терминала, аэропорт будет иметь в общей сложности 60 гейтов, 19 в терминале 1 и 41 в терминале 2.
В 2014 году в аэропорту была внедрена первая в мире система отслеживания пассажиров, которая автоматически отслеживает скопления людей и предотвращает появление «узких мест» в двух терминалах аэропорта.
Вывески в аэропорту выполнены на английском, финском, шведском, корейском, китайском, японском и русском языках.
На территории аэропорта расположено несколько гостиниц и офисных зданий. В 2013 году Finnair открыла свой новый головной офис.
Airpro, Aviator и Swissport предоставляют услуги наземного обслуживания для авиакомпаний.

### Терминал 1

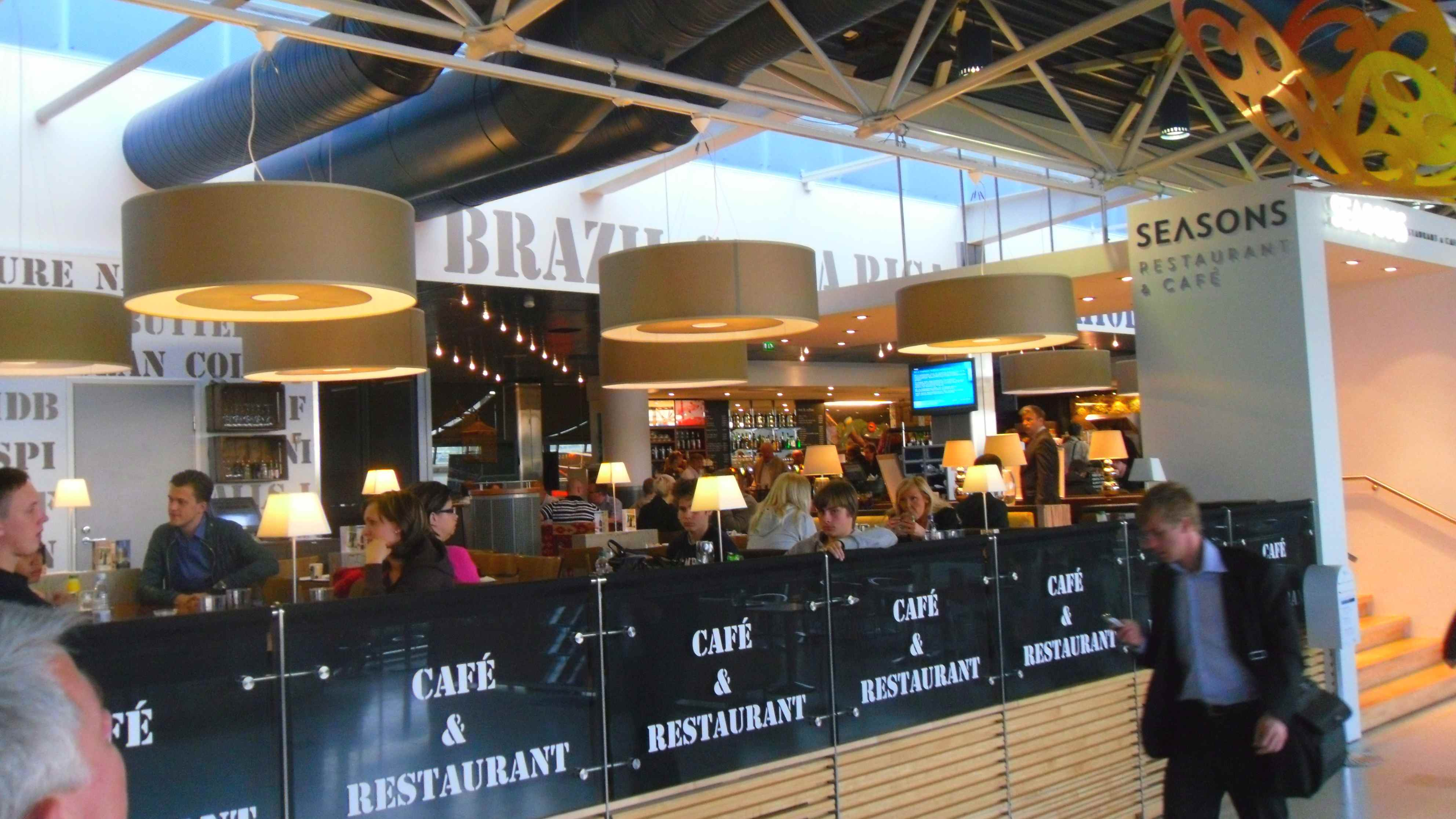
Кафе в терминале 1 Хельсинки-Вантаа

В терминале 11 выходов на посадку (5-15), четыре из которых оборудованы телетрапами. Терминал был открыт в 1952 году и является первым терминалом в аэропорту. Старое здание было снесено и на его месте построен современный терминал. Он использовался для внутренних рейсов, но с 2009 года используется, также, для международных рейсов. Терминал 1 используется перевозчиками Star Alliance: авиакомпаниями Aegean Airlines, Croatia Airlines, Lufthansa, Scandinavian Airlines и TAP Portugal. Помимо членов Star Alliance, отсюда также выполняют рейсы airBaltic и Vueling. В настоящее время ни один перевозчик не выполняет дальнемагистральных рейсов из терминала 1.
Терминал связан железнодорожным сообщением с центральным железнодорожным вокзалом Хельсинки.
В числе удобств для пассажиров терминала 1 магазины беспошлинной торговли, бесплатный Wi-Fi, розетки, запирающиеся шкафчики, несколько ресторанов и кафе. Здесь расположен бизнес-лаундж авиакомпании SAS.

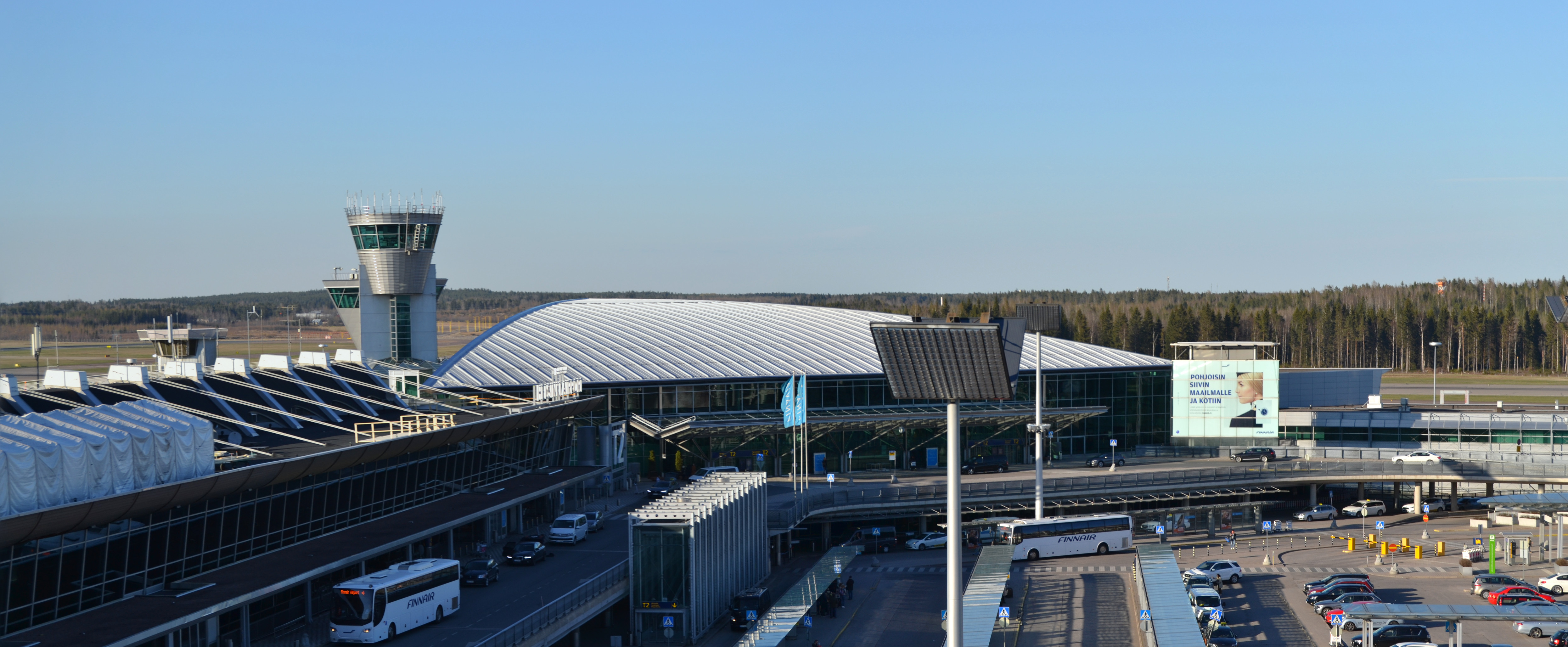
Терминал 2 Хельсинки-Вантаа, вид со смотровой площадки

### Терминал 2

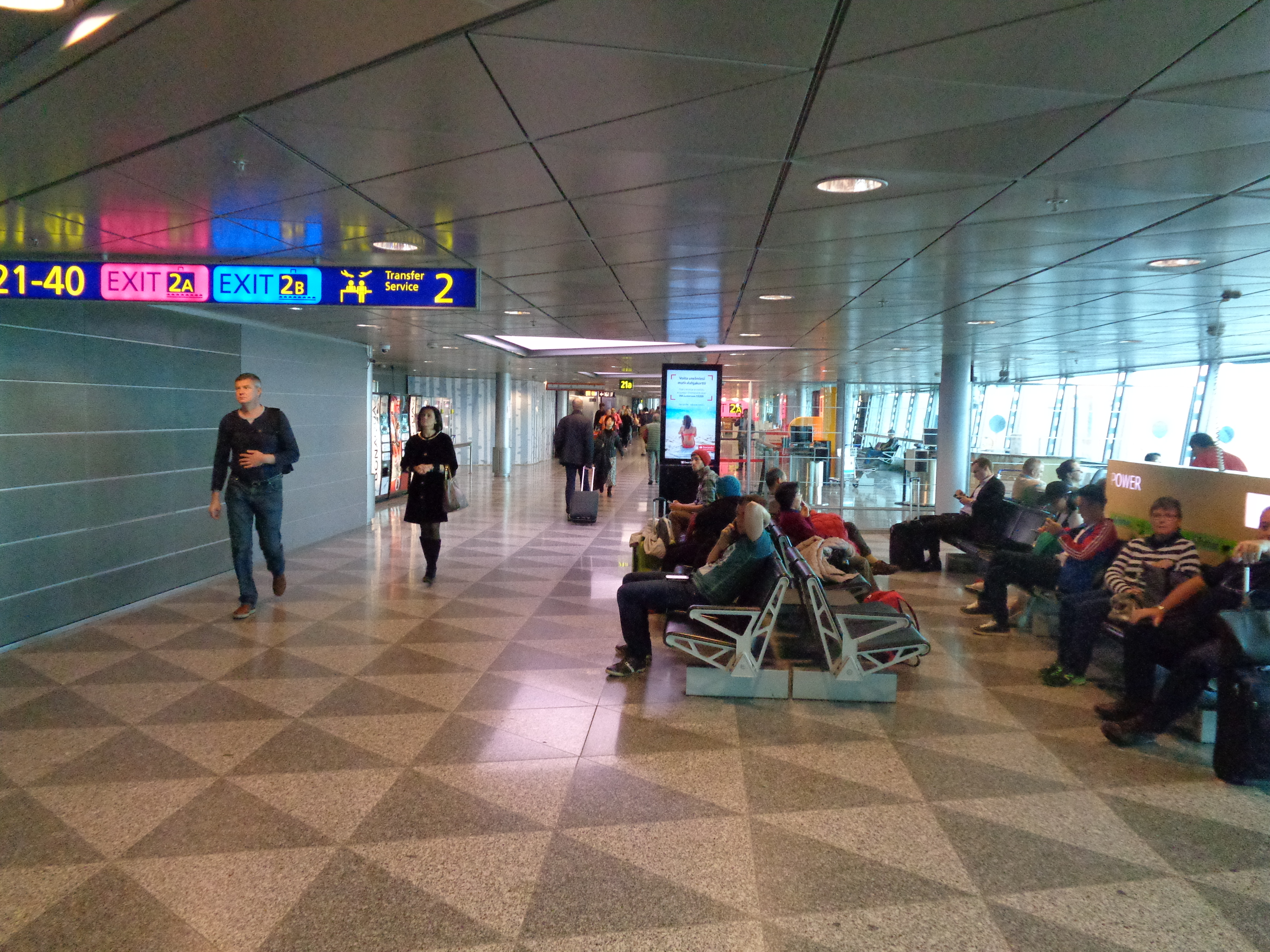
Хельсинки-Вантаа Терминал 2

Терминал 2 (выходы на посадку 16-55) был открыт в 1969 году для международных рейсов, в настоящее время также обслуживает и внутренние. Это самый большой из двух пассажирских терминалов в аэропорту. Все межконтинентальные рейсы выполняются отсюда. Не шенгенская зона терминала 2 была расширена в 2009 году, что позволило аэропорту одновременно размещать восемь широкофюзеляжных самолетов у гейтов, была открыта новая торговая зона и СПА для пассажиров дальних рейсов. В терминале 2 работает множество ресторанов, баров и торговых точек. Терминал оборудован 26 гейтами. Есть железнодорожное сообщение с центральным железнодорожным вокзалом Хельсинки.
Услуги для пассажиров терминала 2: многочисленные магазины беспошлинной торговли, прокат автомобилей компаний Avis, Europcar и Hertz, бесплатный Wi-Fi, розетки, запирающиеся шкафчики, спальные места, стойки трансфера, пункт обмена валюты, банкоматы, туристическая информация, продуктовый магазин, аптека, многочисленные рестораны и кафе. Для детей есть несколько игровых комнат. В терминале также расположены два зала ожидания Finnair: Finnair Lounge в Шенгенской зоне и Finnair Premium Lounge в не Шенгенской зоне.
Терминал 2 используется авиакомпаниями-членами альянсов Oneworld и Skyteam, а также другими авиакомпаниями. Turkish Airlines, единственный член Star Alliance, использующий терминал 2. Почти все чартерные рейсы выполняются из этого терминала. Авиакомпании, использующие терминал 2: Aeroflot, Air Europa, Airest, Arkia, Belavia, Blue Air, British Airways, Budapest Aircraft Service, Corendon Airlines, Czech Airlines, Finnair, Nordic Regional Airlines, Freebird Airlines, Iberia, Iberia Express, Jet Time, Icelandair, Japan Airlines, KLM, Nextjet, Norwegian Air Shuttle, Nouvelair Tunisie, Onur Air, Primera Air Scandinavia, Qatar Airways, Royal Jordanian, Sun Express, Thomas Cook Airlines Scandinavia, TUI fly Deutschland, TUI fly Nordic, Thomson Airways, Transavia, Turkish Airlines, Ukraine International Airlines и Wamos Air.

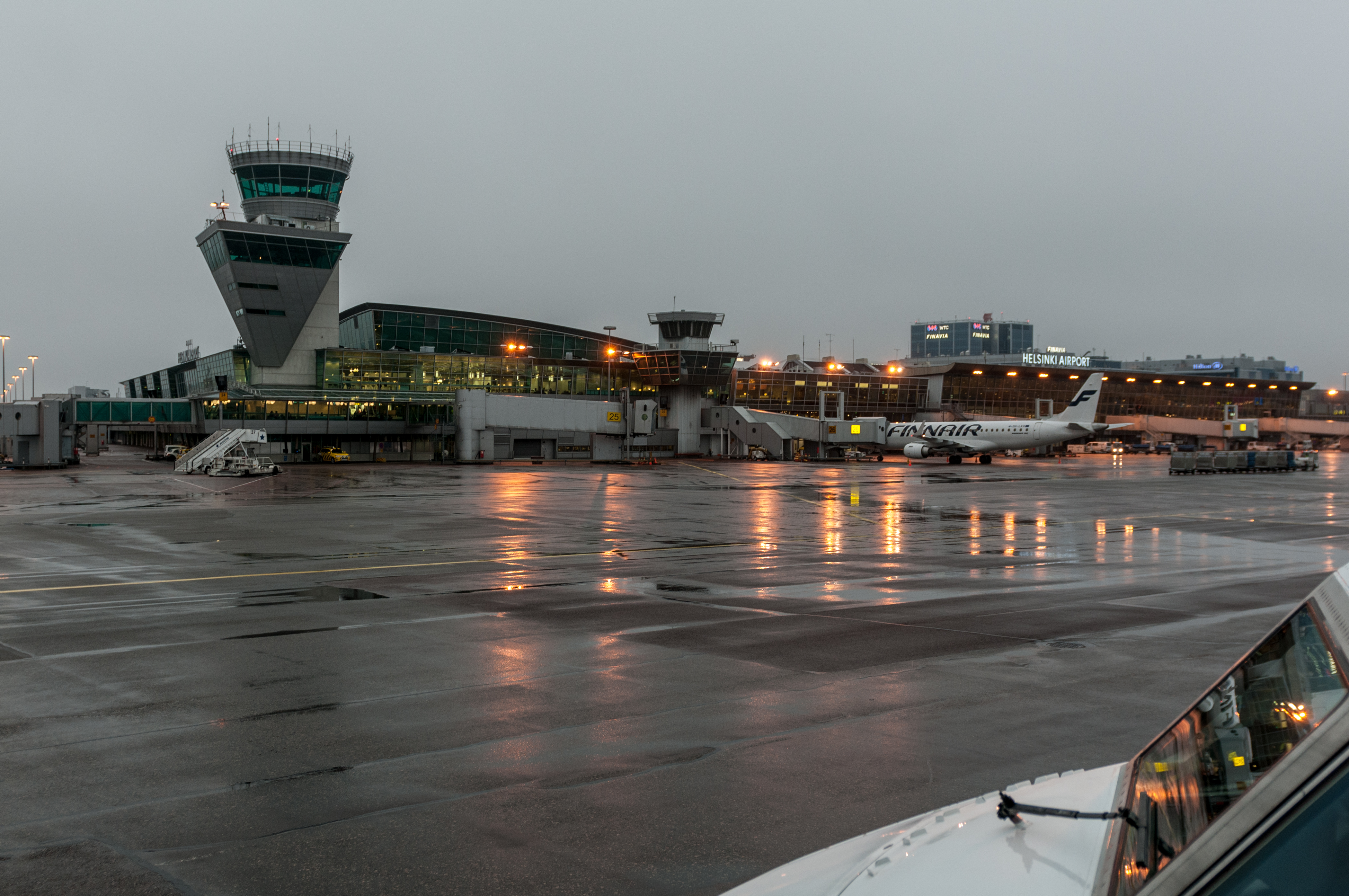
Аэропорт Хельсинки-Вантаа

### Взлетно-посадочные полосы

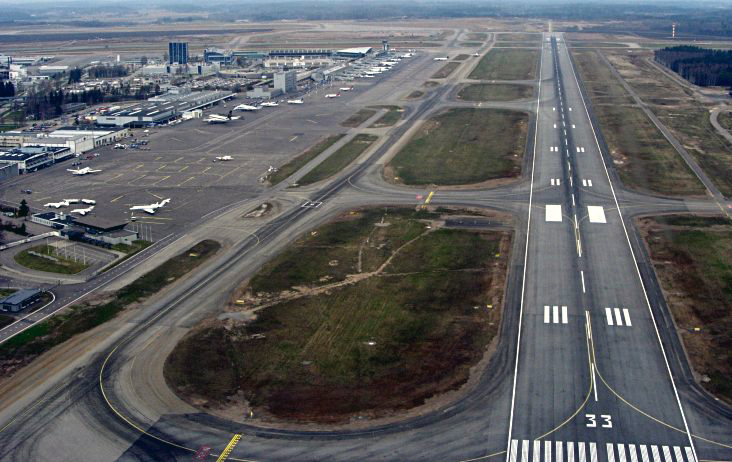
Полоса 33 аэропорта Хельсинки-Вантаа

Аэропорт имеет три взлетно-посадочных полосы:
1. 04R/22L. Длина 3500 метров (11483 футов).
2. 04L/22R. Длина 3060 метров (10039 футов).
3. 15/33. Длина 2901 метров (9518 футов).

Взлетно-посадочные полосы способны принимать взлеты и посадки самых тяжелых самолетов, таких как Airbus A380. Использование трех взлетно-посадочных полос позволяет поддерживать в рабочем состоянии две из них, при необходимости уборки от снега и льда.
Основными взлетно-посадочными полосами для посадки являются полоса 15 с северо-запада, со стороны Нурмиярви, или полоса 22L с северо-востока, со стороны Керава. Основная полоса для взлетов — полоса 22R направлением на юго-запад, в сторону Западной Вантаа и Эспоо, одновременно самолеты с низким уровнем шума могут взлетать с полосы 22L , направлением на юг. При северном или восточном ветре полоса 04L и полоса 04R обычно используются для посадки, со стороны юго-запада, Западное Вантаа и Эспоо, а взлеты выполняются с полосы 04R, на северо-восток в направлении Керавы.
В ночное время суток посадка, в основном, производится с использованием взлетно-посадочной полосы 15 с северо-запада, со стороны Нурмиярви, а взлеты с полосы 22R на юго-запад, в направлении Эспоо. Посадки реактивных самолетов на полосу 33 с юго-востока и взлеты с полосы 15 на юго-восток прекращены из-за высокого уровня шума. Также, в ночное время запрещены пролеты турбовинтовых самолетов на юго-восток, если иное не продиктовано соображениями безопасности воздушного движения.

## Оперативная деятельность

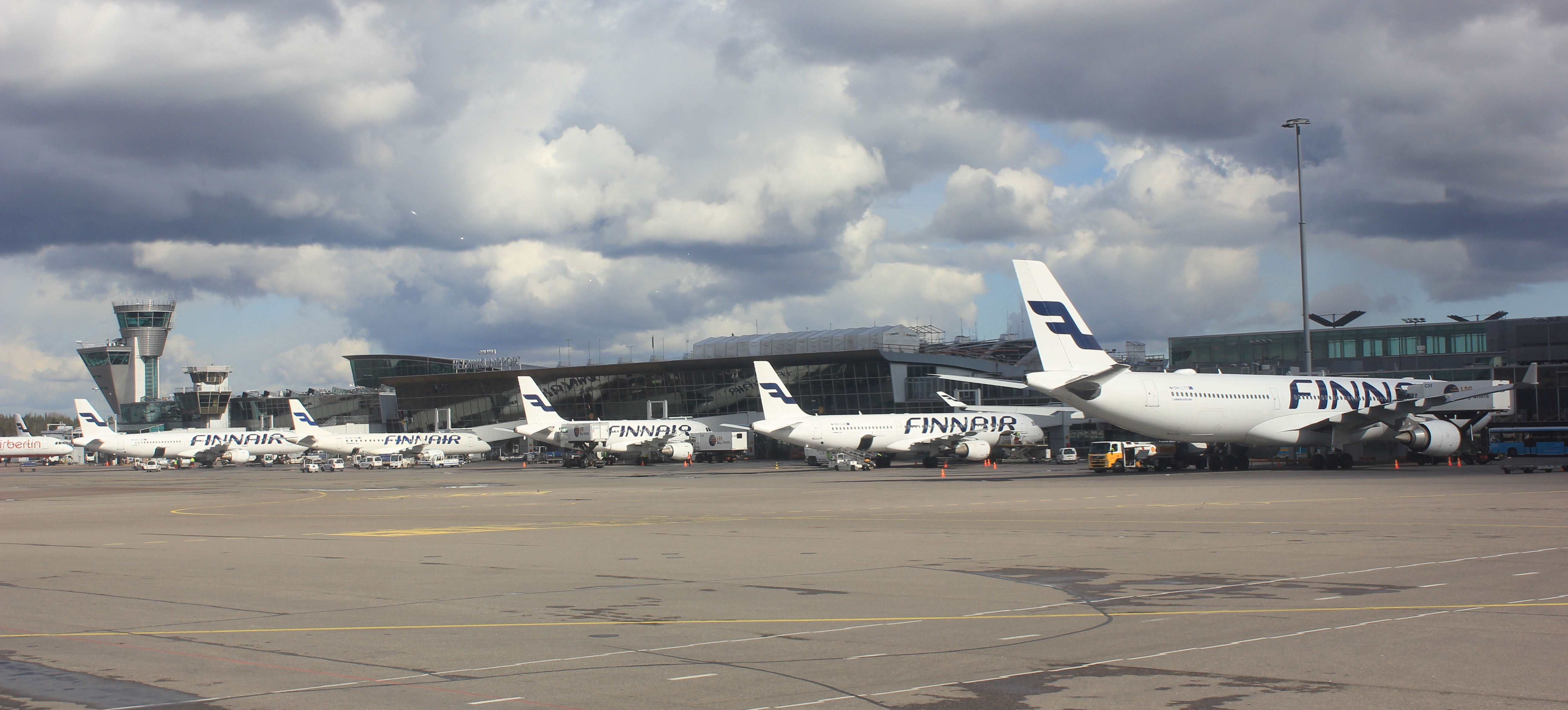
Finnair крупнейший оператор в аэропорту Хельсинки-Вантаа

### Пассажирские перевозки
Из аэропорта Хельсинки выполняются пассажирские рейсы в более чем 140 пунктов назначения по всему миру, более 50 стран. Аэропорт обслуживает около 50 авиакомпаний, выполняющих регулярные рейсы. Кроме того, там работают многочисленные чартерные авиакомпании. Аэропорт является основным хабом для Finnair, который выполняет более 1100 рейсов в неделю в Европу, Азию и Северную Америку. Аэропорт, также, используется в качестве операционной базы для бюджетной авиакомпании Norwegian Air Shuttle, выполняющей более 230 рейсов в неделю в Европу, ОАЭ и Марокко.
Следующие авиакомпании имеют хаб или операционную базу в аэропорту:
- Finnair — крупнейшая авиакомпания, выполняет регулярные рейсы на Ближний Восток, Азию, Европу и Северную Америку. Finnair выполняет рейсы из Хельсинки в более чем 100 пунктов назначения, включая около 20 межконтинентальных маршрутов.
- Jet Time — чартерная авиакомпания, выполняет несколько рейсов из Хельсинки в Европу.
- Nordic Regional Airlines (Norra) — дочерняя компания Finnair, осуществляет рейсы по 30 направлениям в Европе.
- Norwegian Air Shuttle — бюджетная авиакомпания, выполняет рейсы в более чем 30 направлениях в Европу и на Ближний Восток. Авиакомпания является крупнейшим оператором в аэропорту после Finnair (включая Norra), ее услугами воспользовались более 10 миллионов пассажиров с 2010 года.
- Thomas Cook Airlines Scandinavia — выполняет чартерные рейсы в Юго-Восточную Азию и Европу.
- Tuifly Nordic — чартерная авиакомпания, выполняет рейсы в Юго-Восточную Азию, Европу и страны Карибского бассейна.

13 декабря 2017 года аэропорт впервые достиг рубежа в 18 миллионов пассажиров.

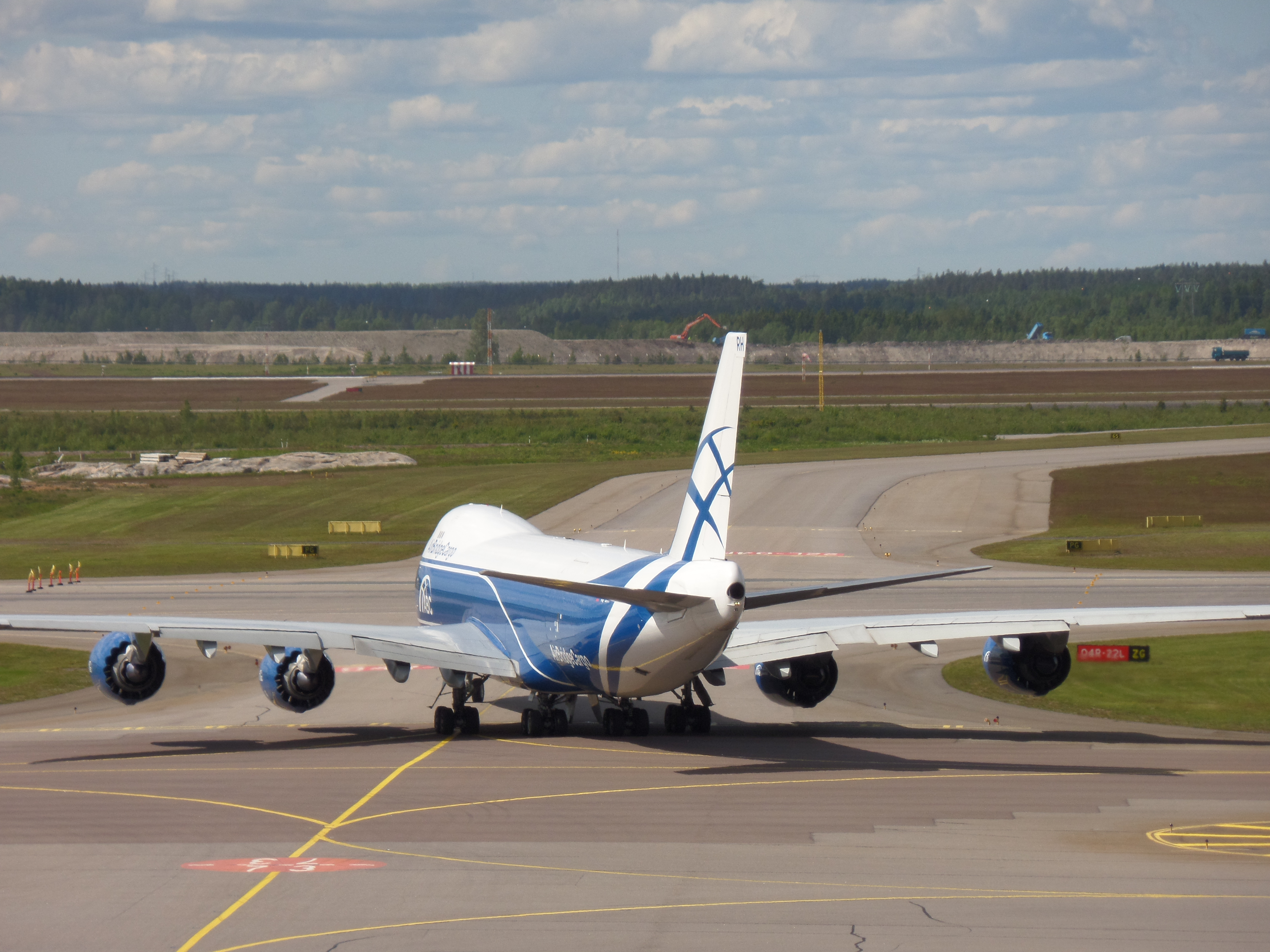
ABC Cargo Boeing 747 в аэропорту Хельсинки-Вантаа

### Карго
Аэропорт Хельсинки один из крупнейших аэропортов среди северных стран по обработке авиагрузов. В 2012 году аэропорт обслужил 192.204 тонн грузов.
В юго-восточной части аэропорта находится грузовая зона с грузовыми терминалами и объектами грузового транзита. ASL Airlines Belgium (ранее TNT Airways) и DHL имеют собственные грузовые терминалы в аэропорту. В настоящее время регулярные грузовые перевозчики в аэропорту это — AirBridgeCargo на Boeing 747, ASL Airlines Belgium, DHL Aviation, FedEx, UPS Airlines и Turkish Airlines, которые выполняет грузовые авиаперевозки в Хельсинки из Стамбула, Осло и Стокгольма на Airbus A330F и A310F.
Новый грузовой терминал площадью 35 000 м2 (380 000 кв. футов) был открыт 8 января 2018 года. Грузовые операции Finnair стали осуществляться отсюда. Мощность терминала составляет 350 тыс. тонн, теоретическая-до 450 тыс. тонн. Новый терминал называется Cool Nordic Cargo Hub (COOL), он способен обрабатывать большие объемы грузов которым необходим определенный температурный режим. Здесь используется новая система мониторинга и отслеживания операций «Cargo Eye». Терминал имеет 29 стоек для грузовых перевозок.

## Дальнемагистральные рейсы

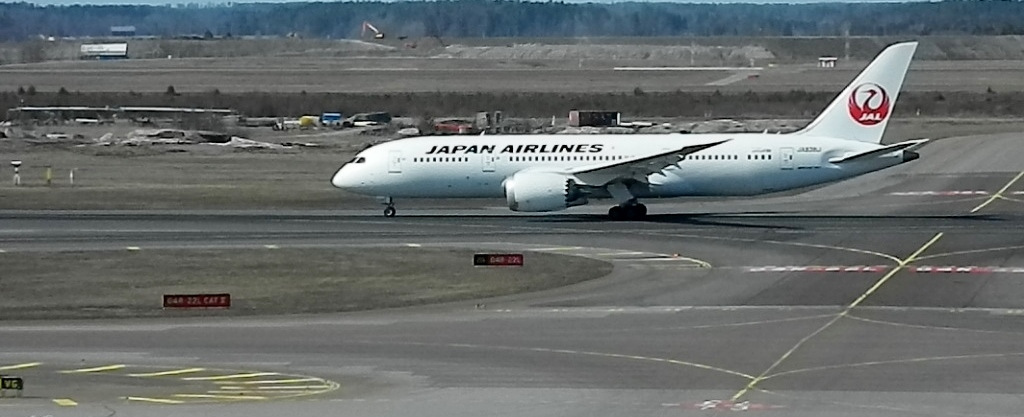
Boeing 787 JapanAirlines в аэропорту Хельсинки-Вантаа

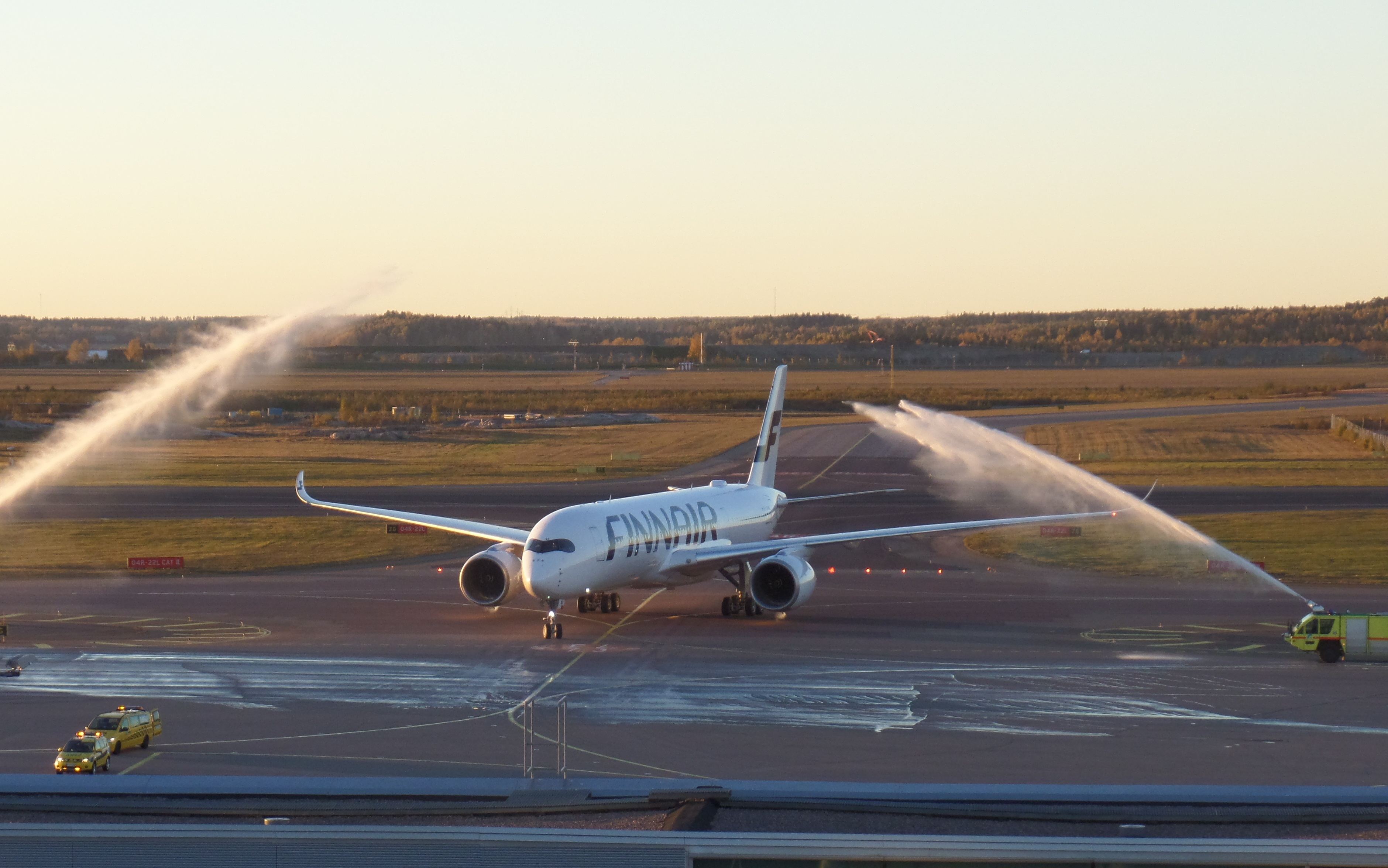
Флагман авиакомпании Finnair самолет Airbus A350 (OH-LWA) произвел первую посадку в аэропорту Хельсинки-Вантаа

Дальнемагистральные перевозки играют важную роль в аэропорту Хельсинки. Первый дальнемагистральный рейс из аэропорта был выполнен 15 мая 1969 года авиакомпанией Finnair в Нью-Йорк через Копенгаген и Амстердам. Первый беспосадочный маршрут в Восточную Азию Finnair выполнил в Токио, в 1983 году, в Пекин в 1988.
За последние восемь лет объем дальнемагистральных перевозок значительно возрос. В начале 2000-х годов из аэропорта выполнялся только один трансатлантический рейс, в Нью-Йорк/Кеннеди. С мае 2011 года по 2014 год American Airlines выполняла сезонный рейс (летом) в Чикаго на Boeing 767-300ER. С 2014 года этот маршрут стал выполнять Finnair . В том же году Finnair возобновил рейсы в Майами, а в середине 2017 года авиакомпания снова открыл рейсы в Сан-Франциско. В последнее время Finnair расширяет трансатлантическую маршрутную сеть, открыты рейсы в Гавану, Пуэрто-Плата и Пуэрто-Вальярта.
В 2012 году аэропорт Хельсинки начал обслуживать Japan Airlines с рейсами в Токио/Нарита на самолетах Boeing 787 Dreamliner, летом 2018 года запланировано до трех ежедневных (21 еженедельно) рейсов в Токио. В 2016 году Qatar Airways начала выполнять рейсы в Хельсинки на Airbus A320 (в настоящее время в том числе и на Boeing 787 Dreamliner). По состоянию на 23 апреля 2018 года авиакомпания выполняет 12 рейсов в неделю между Дохой и Хельсинки. В октябре 2018 года другая ближневосточная авиакомпания Flydubai начнет выполнять круглогодичные регулярные рейсы аэропорт в Дубай.
В настоящее время аэропорт Хельсинки является важным трансферным аэропортом между Европой и Азией, в 2016 году аэропорт обслужил около 2,7 млн транзитных пассажиров, следующими по этим маршрутам, что на 5,2 % больше, чем в 2015 году. В общей выполняется 40 межконтинентальных маршрутов в аэропорты Азии, Северной Америки и Ближнего Востока.

## Авиакомпании и направления

### Пассажирские
На март 2018 года в аэропорту Хельсинки-Вантаа работают следующие авиакомпании:
| Авиакомпания                    | Пункты назначения |
| ------------------------------- | --- |
| Aegean Airlines                 | Сезонно: Афины |
| Aeroflot                        | Москва/Шереметьево |
| airBaltic                       | Рига |
| Belavia                         | Минск |
| Blue Air                        | Бухарест |
| BRA Braathens Regional Airlines | Мальме, Стокгольм/Бромма Сезонно: Висбю |
| British Airways                 | Лондон/Хитроу |
| Corendon Airlines               | Сезонный чартер: Анталья |
| Croatia Airlines                | Сезонно: Загреб |
| Czech Airlines                  | Прага |
| easyJet                         | Берлин/Тегель |
| Finnair                         | Аликанте, Амстердам, Бангкок/Суварнабхуми, Барселона, Берлин/Тегель, Биллунн, Брюссель, Будапешт, Вааса, Варшава/Шопен, Вена, Вильнюс, Газипаша, Гамбург, Гданьск, Гётеборг, Гонконг, Дели, Дублин, Дюссельдорф, Екатеринбург, Женева, Ивало, Йоэнсуу, Йювяскюля, Каяни, Кеми, Киттиля, Коккола, Копенгаген, Краков, Куопио, Куусамо, Лиссабон, Лондон/Хитроу, Мадрид, Малага, Манчестер, Мариехамн, Милан/Мальпенса, Минск, Москва/Шереметьево, Мюнхен, Нагойя/Тюбу, Нанкин, Нью-Йорк/Кеннеди, Осака/Кансай, Осло/Гардемуэн, Оулу, Париж/Шарль-де-Голь, Пекин/Шоуду, Прага, Рейкьявик/Кеблавик, Рига, Рим/Фьюмичино, Рованиеми, Санкт-Петербург, Сеул/Инчхон, Сингапур, Стокгольм/Арланда, Стокгольм/Бромма, Таллин, Тампере, Тарту, Тель-Авив/Бен-Гурион, Токио/Нарита, Турку, Умео, Франкфурт, Цзянбэй, Цюрих, Шанхай/Пудун, Штутгард, Эдинбург Сезонно: Анталья, Астана, Афины, Берген, Биарриц, Варна, Венеция, Верона, Висбю, Гавана, Гоа, Гран-Канария, Гуанчжоу, Даламан, Дубай/Аль-Мактум, Дубай, Дубровник, Закинф, Зальцбург, Ибица, Инсбрук, Ираклион, Казань, Катания, Корфу, Кос, Краби, Лансароте, Лион, Любляна, Майами, Мальта, Менорка, Митилини, Неаполь, Ницца, Пальма-де-Майорка, Пафос, Пиза, Превеза, Пула, Пуэрто-Плата, Пуэрто-Вальярта, Пхукет, Римини, Родос, Самара, Сан-Франциско, Санторини, Сиань, Скиатос, Сплит, Тенерифе/Лос-Родеос, Тенерифе/Южный, Фукуока, Фуншал, Фуэртевентура, Ханья, Хошимин, Чикаго/О’Хара, Эйлат/Овда, Энонтекие, Сезонный чартер: Мурманск |
| flydubai                        | Дубай |
| Freebird Airlines               | Сезонный чартер: Анталья |
| Icelandair                      | Рейкьявик/Кеблавик |
| Japan Airlines                  | Токио/Нарита |
| Jet Time                        | Сезонный чартер: Анталья, Бодрум, Бургас, Газипаша, Даламан, Закинф, Ибица, Ираклион, Кавала, Корфу, Кос, Ла-Пальма, Лансароте, Марса-эль-Алам, Менорка, Митилини, Пальма-де-Майорка, Родос, Сплит, Тиват, Тирана, Фаро, Фуэртевентура, Хургада |
| KLM                             | Амстердам |
| Lufthansa                       | Мюнхен, Франкфурт |
| Montenegro Airlines             | Сезонный чартер: Тиват |
| Nextjet                         | Пори |
| Norwegian Air Shuttle           | Аликанте, Амстердам, Барселона, Будапешт, Варна, Венеция, Гран-Канария, Дублин, Копенгаген, Краков, Лондон/Гатвик, Мадрид, Малага, Ницца, Осло/Гардемуэн, Оулу, Пальма-де-Майорка, Париж/Орли, Прага, Рим/Фьюмичино, Рованиеми, Стокгольм/Арланда Сезонно: Афины, Бургас, Дубай, Дубровник, Зальцбург, Ивало, Киттиля, Корфу, Ларнака, Марракеш, Приштина, Пула, Родос, Сплит, Тенерифе/Южный, Ханья |
| Novair                          | Сезонный чартер: Сал, Фуэртевентура |
| Nouvelair Tunisie               | Сезонный чартер: Монастир |
| Qatar Airways                   | Доха |
| RAF-Avia                        | Савонлинна |
| Royal Jordanian                 | Сезонный чартер: Акаба |
| Scandinavian Airlines           | Копенгаген, Малага, Осло/Гардермуэн, Стокгольм/Арланда |
| Small Planet Airlines           | Сезонный чартер: Родос, Ханья |
| SunExpress                      | Сезонно: Измир Сезонный чартер: Анталья |
| TAP Portugal                    | Лиссабон |
| Thomas Cook Airlines            | Сезонный чартер: Банжул, Бургас, Варна, Гран-Канария, Ираклион, Ларнака, Пальма-де-Майорка, Превеза, Пхукет, Родос, Сал, Сплит, Тенерифе/Лос-Родеос, Тенерифе/Южный, Фукуок, Фуншал, Ханья, Хургада, |
| Transavia                       | Амстердам |
| TUI Airways                     | Сезонный чартер: Канкун, Коломбо, Краби, Маврикий, Пхукет, Родос, Сал, Фукуок, Ханья |
| TUI fly Nordic                  | Сезонный чартер: Альгеро, Анталья, Боа-Виста, Бургас, Гран-Канария, Закинф, Катания, Корфу, Кос, Краби, Лансароте, Ларнака, Менорка, Пальма-де-Майорка, Пхукет, Родос, Сал, Самос, Сплит, Тенерифе/Южный, Ханья |
| Turkish Airlines                | Стамбул/Ататюрк |
| Ukraine International Airlines  | Киев/Борисполь |
| Vueling                         | Барселона |
| Widerøe                         | Берген, Тромсё |

### Грузовые

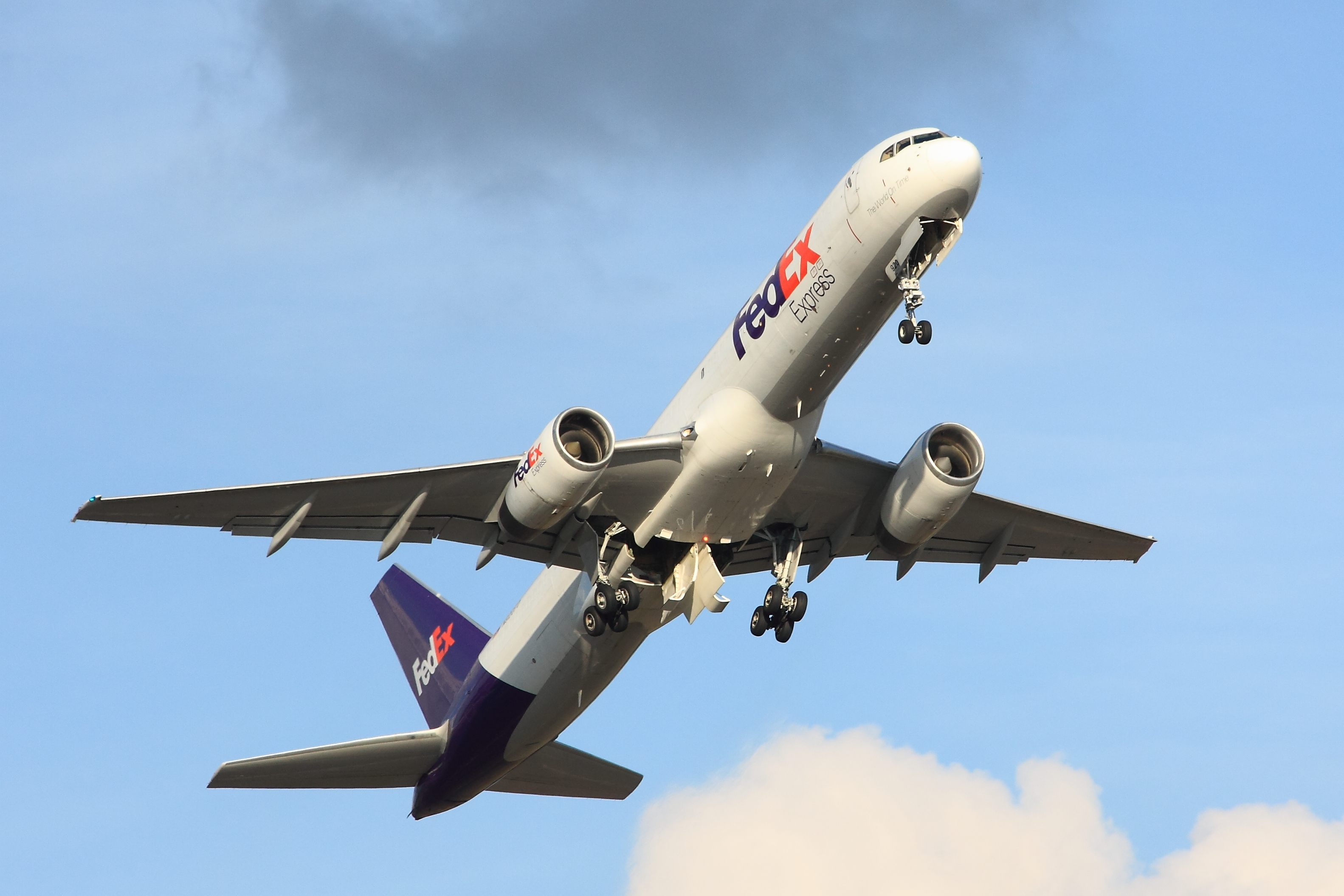
FedEx Boeing 757-23A(SF), взлет из аэропорта Хельсинки-Вантаа с полосы 22R

| Авиакомпания           | Пункты назначения                                   |
| ---------------------- | --------------------------------------------------- |
| AirBridgeCargo         | Москва/Шереметьево, Франкфурт                       |
| Airest                 | Таллин                                              |
| ASL Airlines Belgium   | Льеж, Турку, Эребру                                 |
| DHL Aviation           | Брюссель, Лейпциг/Галле, Лондон/Хитроу              |
| FedEx Express          | Копенгаген, Париж/Шарль-де-Голь, Стокгольм/Арланда  |
| Nord-Flyg              | Мариехамн                                           |
| Pskovavia              | Санкт-Петербург                                     |
| Turkish Airlines Cargo | Осло/Гардермуэн, Стамбул/Ататюрк, Стокгольм/Арланда |
| UPS Airlines           | Кёльн/Бонн, Мальме, Стокгольм/Арланда               |

## Транспортная доступность

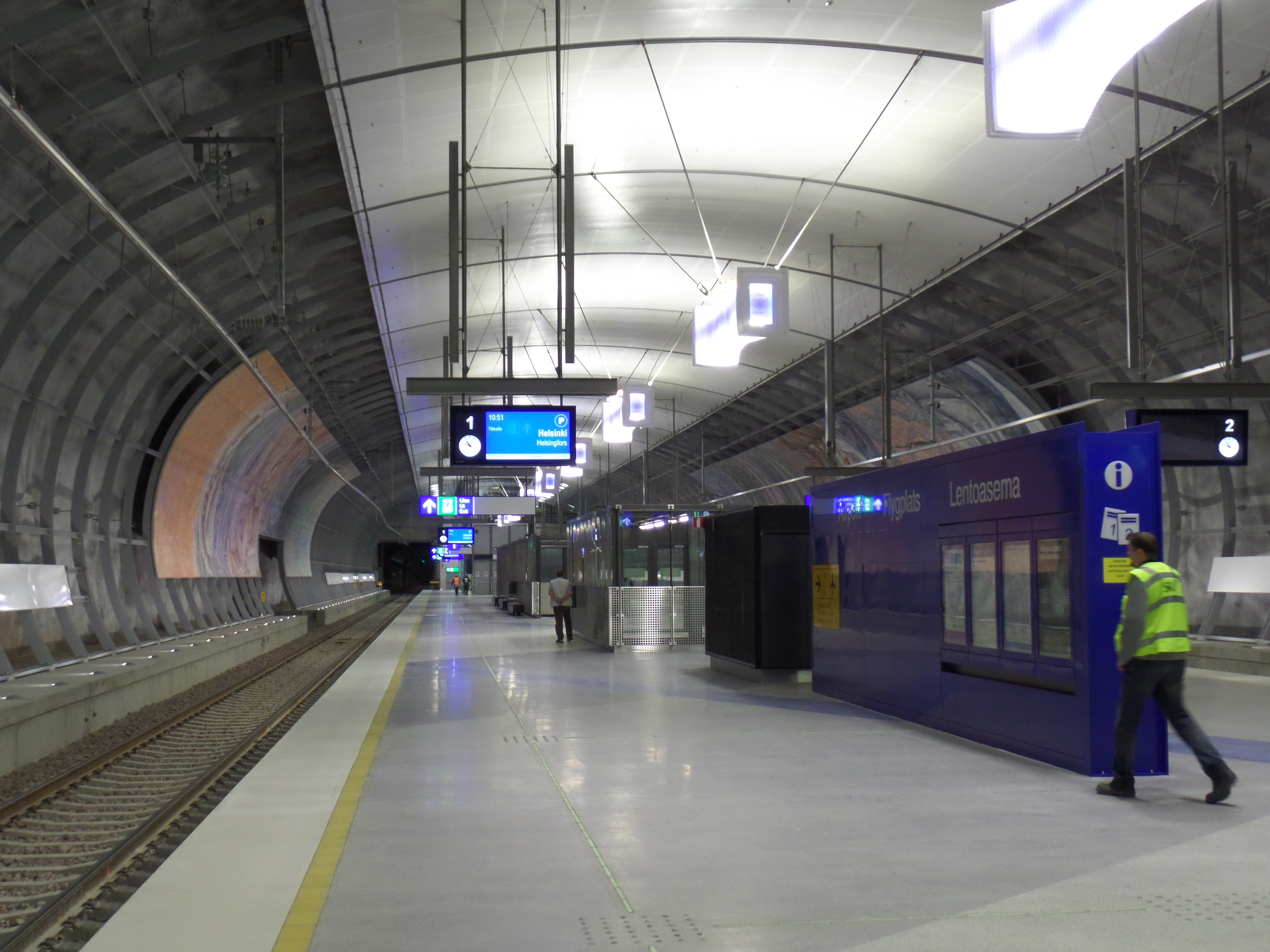
Железнодорожная станция Аэропорт Хельсинки-Вантаа

### Железнодорожное сообщение
Железнодорожное сообщение в аэропорту было открыто в июле 2015 года. В пиковое время пригородные поезда курсируют с 10-минутным интервалом. Маршрут до железнодорожного вокзала Хельсинки (западная линия I) через Хуопалахти занимает 30 минут, маршрут по восточной линии P, через Тиккурилу, чуть менее 30 минут. Поезда по линии P останавливаются в Тиккуриле (8 минут езды), где пассажиры могут пересесть на поезда дальнего следования, идущие из Хельсинки в направлении Тампере и Лахти, в том числе в Санкт-Петербург и Москву.
Последний поезд линии P отправляется каждую ночь в 01:01 (01:31 по пятницам и субботам). Ночью сообщение с аэропортом обеспечивается автобусами 562N до железнодорожного вокзала Тиккурила и 615 до центра Хельсинки.
Также планируется включить аэропорт в железнодорожную сеть маршрутов поездов дальнего следования из Хельсинки в направлении Керавы. Эта новая линия предполагает возведение туннеля 30 километров длинной.

### Такси
Стоянки такси находятся у обоих терминалов.

### Автобусное сообщение
Регулярное автобусное сообщение между аэропортом и центральным железнодорожным вокзалом Хельсинки, а также некоторыми отелями и железнодорожными вокзалами в районе большого Хельсинки осуществляется круглосуточно, в основном каждые полчаса. Главным оператором этих услуг является Хельсинкское региональное транспортное управление (HSL). Также предлагается автобусное сообщение с центром города предоставляемое авиакомпанией Finnair.
Автобусные маршруты из аэропорта Хельсинки-Вантаа:
- № 415 — Elielinaukio (площадь в центре Хельсинки)
- № 562N — Железнодорожная станция Тиккурила (только ночью)
- № 615 — Хельсинки центральный вокзал
- Finnair City Bus — Хельсинки центральный вокзал

Также, с автовокзала аэропорта отправляются междугородние автобусные рейсы во все части Финляндии (операторы Matkahuolto и ExpressBus).

### На велосипеде
В аэропорту Хельсинки есть зона для парковки велосипедов, которая находится рядом с автобусной станцией, рядом с залом прилета аэропорта Хельсинки. Адрес улицы – Lentäjäntie 1. Вы можете оставить велосипед на бесплатной парковке. Парковка велосипедов крытая и оборудована камерой видеонаблюдения. Зарядка электровелосипедов невозможна.

### На автомобиле
На автомобиле в аэропорт можно попасть с «третьего кольца» (Keha 3 (англ.)) и с автодороги на Туусула (автодорога № 45). Следите за указателями. Если ваш автомобиль имеет навигационную систему (GPS-навигатор) вам могут пригодиться координаты аэропорта 60° 18' 44.51" N и 24° 58' 17.43" E. Имеется кратковременная парковка и парковка на длительное время. Бесплатный шаттл Airport Bus доставляет пассажиров от стоянки на длительное время к терминалам.

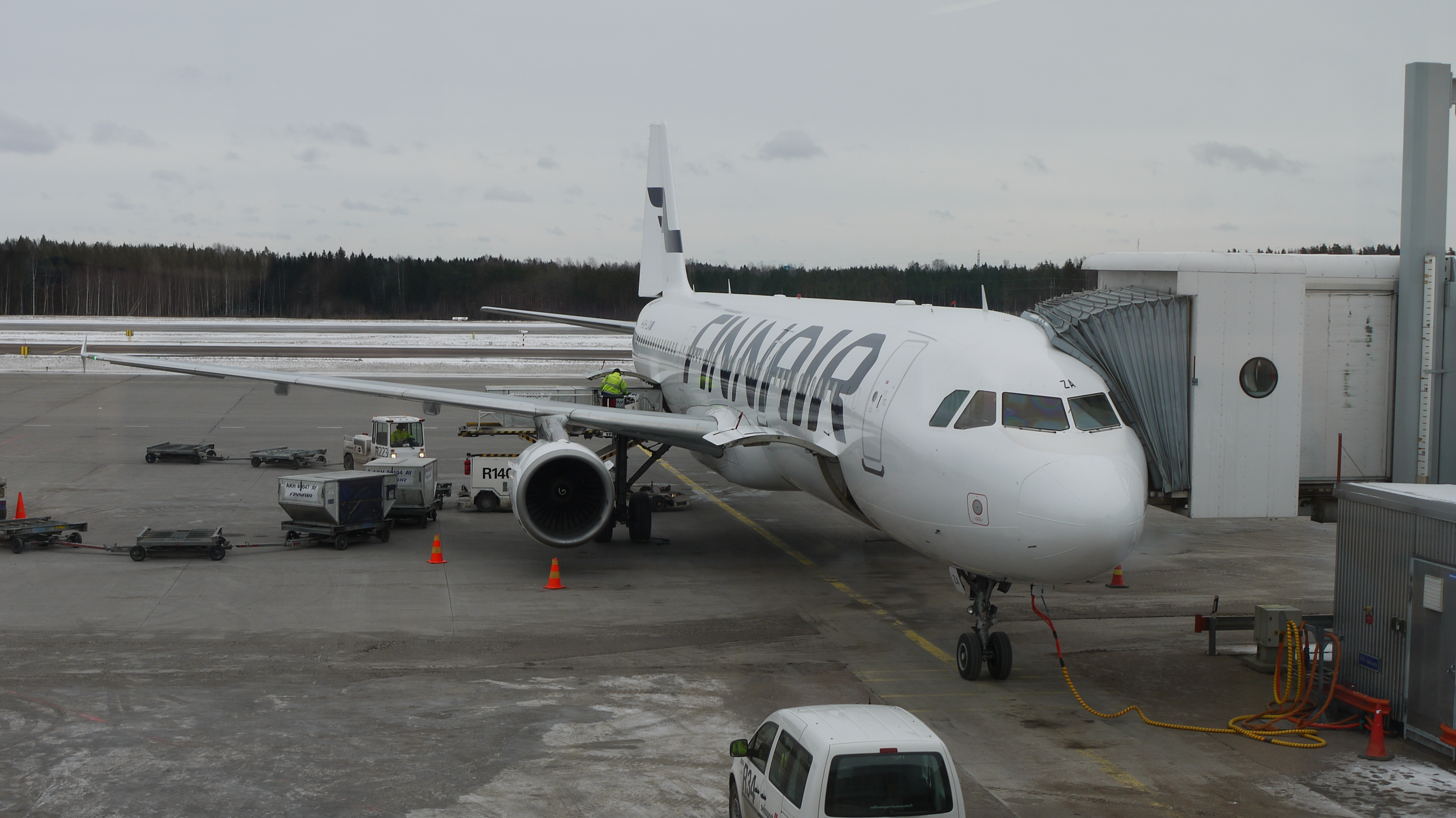
Airbus A321 Finnair в аэропорту Хельсинки-Вантаа

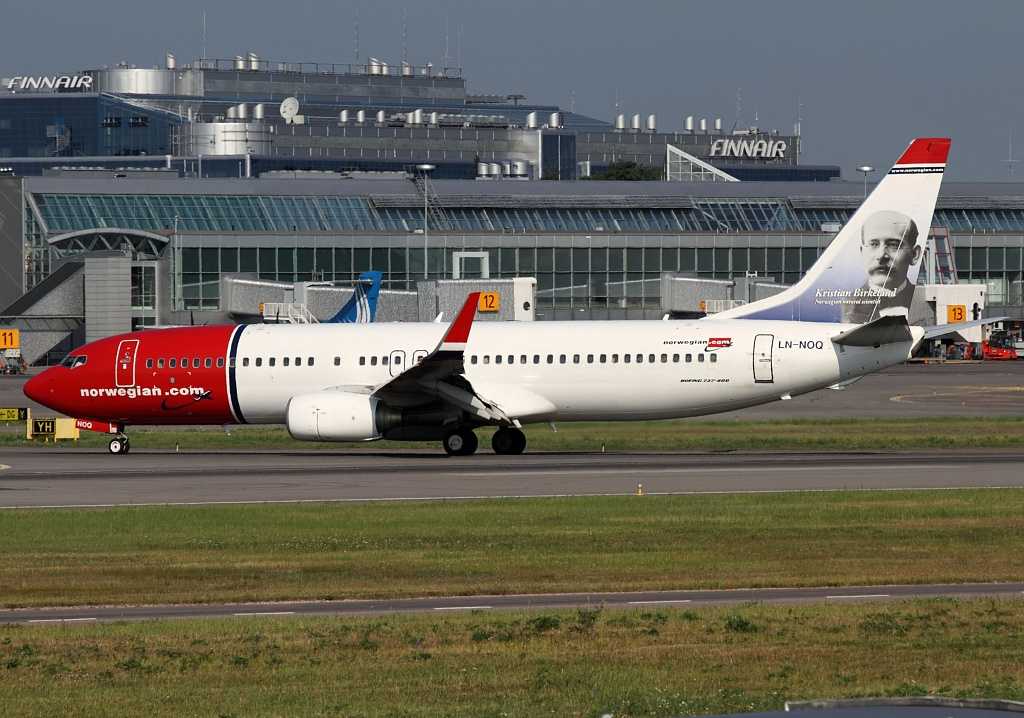
Norwegian Air Shuttle Boeing 737-86N (LN-NOQ) в аэропорту Хельсинки-Вантаа

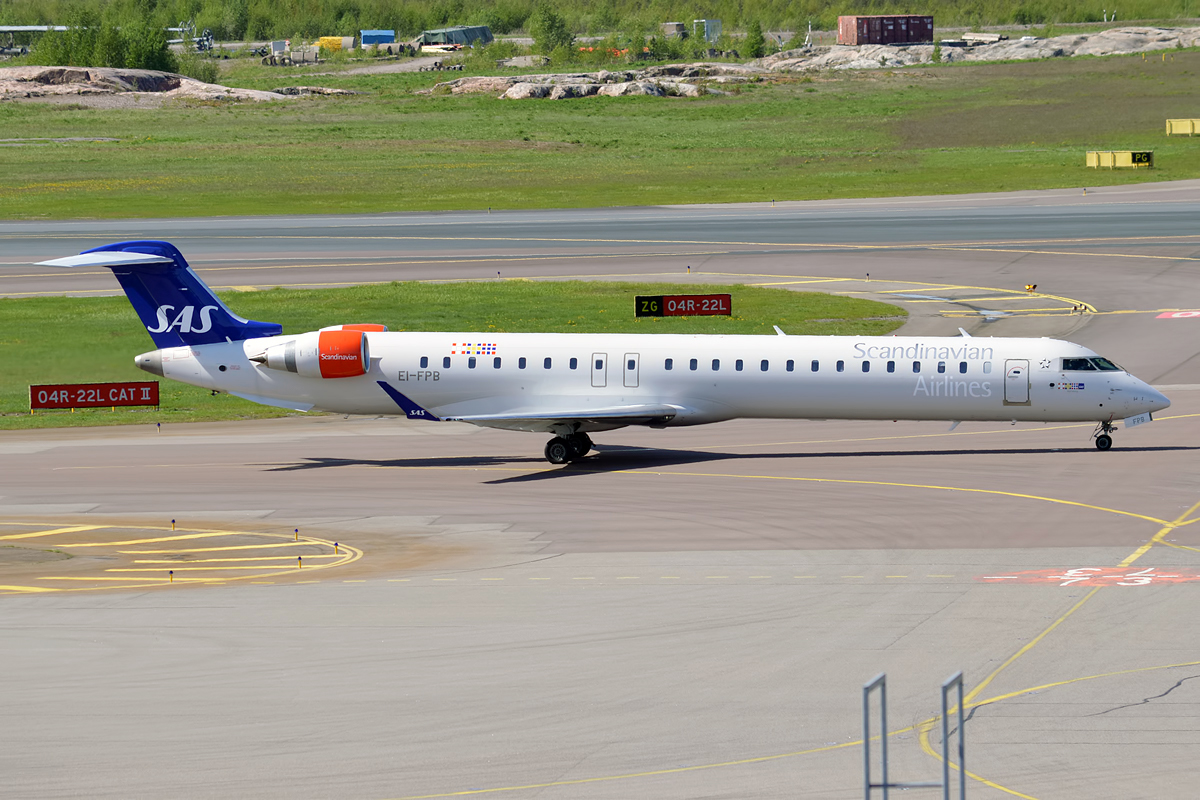
Canadair CRJ-900LR (EI-FPB) авиакомпании SAS в аэропорту Хельсинки-Вантаа

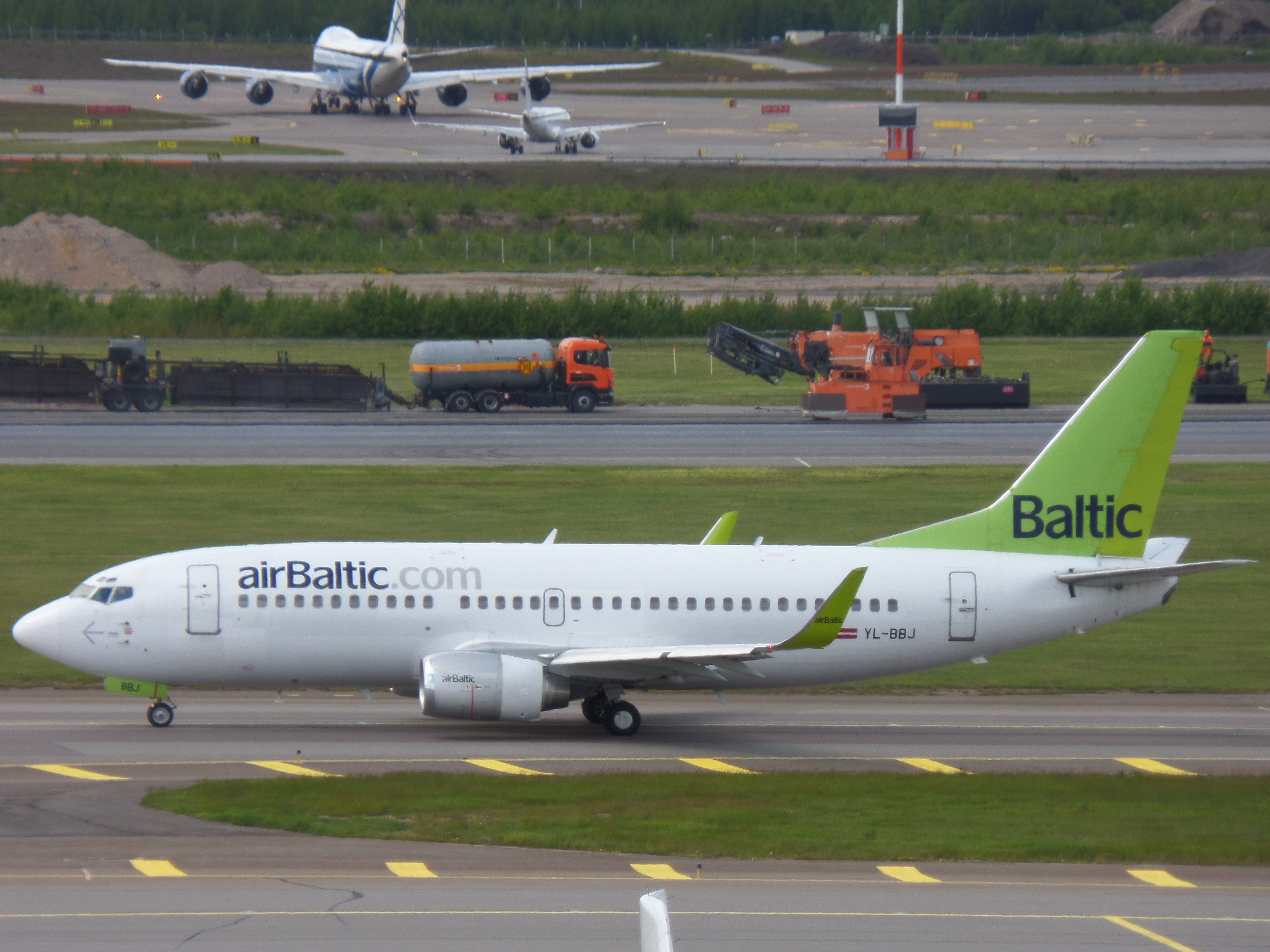
AirBaltic Boeing 737-36Q (YL-BBJ) в аэропорту Хельсинки-Вантаа

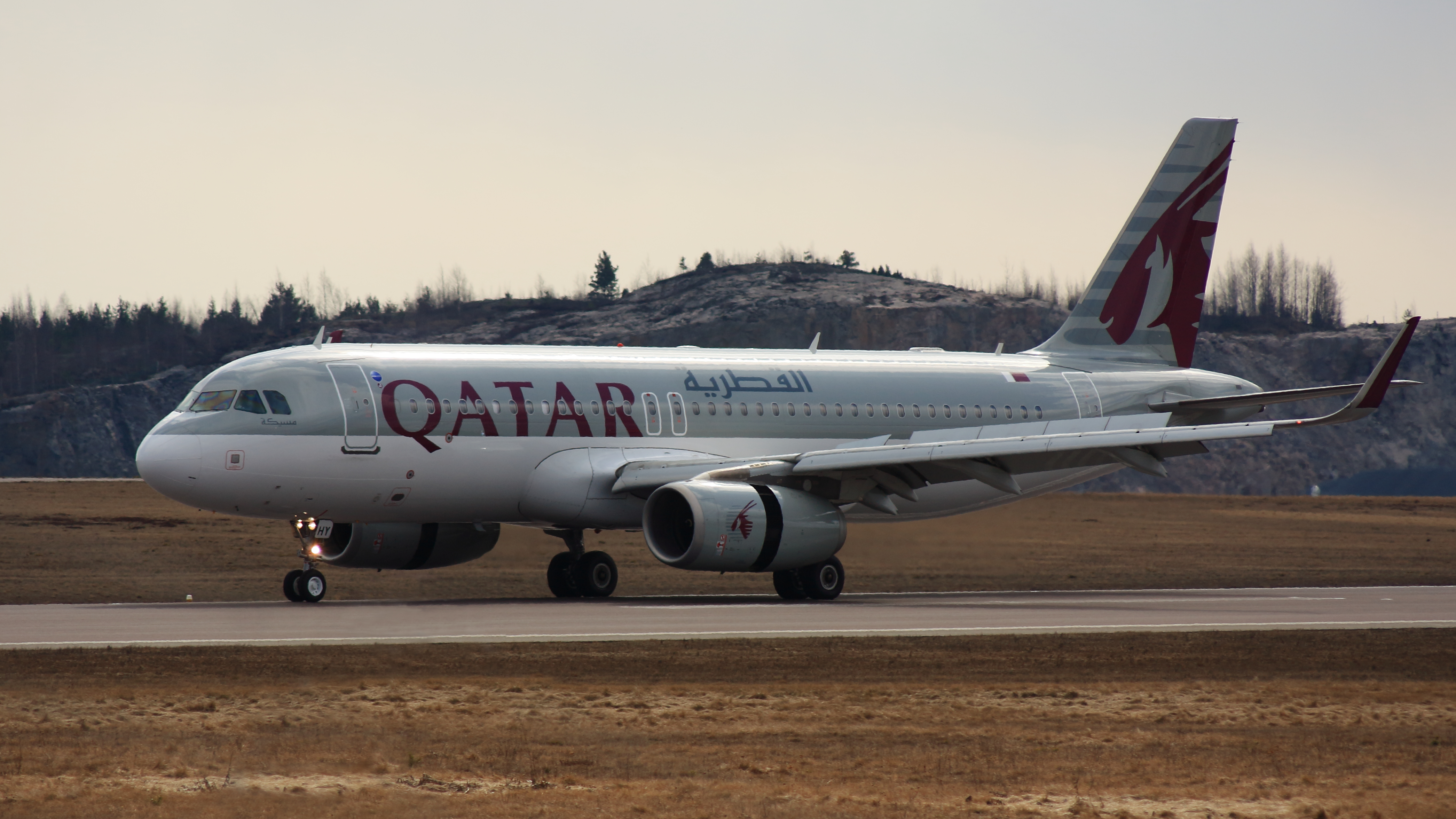
Qatar Airways Airbus A320 (A7-AHY) рейс QR301 из Дохи

## Статистика
Данные из запроса в Викиданные.
| Год  | Внутренние рейсы | Международные рейсы | Итого пассажирооборот | Изменение, % | Грузы и почта | Изменение, % |
| ---- | ---------------- | ------------------- | --------------------- | ------------ | ------------- | ------------ |
| 2005 | 2.804.304        | 8.326.285           | 11.130.589            | ▲ 3.7        | 135.303       | ▲1,9         |
| 2006 | 2.927.627        | 9.220.154           | 12.147.781            | ▲ 9.1        | 145.044       | ▲ 7,2        |
| 2007 | 2.875,289        | 10.215.455          | 13.090.744            | ▲ 7.8        | 154.801       | ▲ 6,7        |
| 2008 | 2.700.350        | 10.726.551          | 13.426.901            | ▲ 2.2        | 157.508       | ▲ 1,8        |
| 2009 | 2.372.844        | 10.218.762          | 12.591.606            | ▼ 6,3        | 122.107       | ▼ 22,5       |
| 2010 | 2.208.521        | 10.674.878          | 12.883.399            | ▲ 2,2        | 158.007       | ▲ 29,4       |
| 2011 | 2.707.044        | 12.158.827          | 14.865.871            | ▲ 15,5       | 169.985       | ▲ 8,0        |
| 2012 | 2.693.151        | 12.165.064          | 14.858.215            | ▼ 0,1        | 192.204       | ▲ 12,8       |
| 2013 | 2.431.632        | 12.847.411          | 15.279.043            | ▲ 2,8        | 190.175       | ▼ 1,0        |
| 2014 | 2.507.193        | 13.441.567          | 15.948.760            | ▲ 4,4        | 189.357       | ▼ 0,4        |
| 2015 | 2.591.724        | 13.830.542          | 16.442.266            | ▲ 3,0        | 177.415       | ▼ 6,7        |
| 2016 | 2.679.885        | 14.504.796          | 17.184.661            | ▲ 4,6        | 182.201       | ▲ 2,7        |
| 2017 | 2.731.454        | 16.160.932          | 18.892.386            | ▲ 9,9        | 194.273       | ▲ 6,6        |

| Аэропорт                      | Пассажиропоток |
| ----------------------------- | -------------- |
| Стокгольм/Арланда, Швеция     | 1.165.955      |
| Оулу, Финляндия               | 949.143        |
| Копенгаген, Дания             | 788.892        |
| Лондон/Хитроу, Великобритания | 673.271        |
| Амстердам, Нидерланды         | 560.823        |
| Франкфурт, Германия           | 500.358        |
| Мюнхен, Германия              | 489.650        |
| Берлин/Тегель, Германия       | 453.427        |
| Париж/Шарль-де-Голь, Франция  | 410.691        |
| Осло/Гардермуэн, Норвегия     | 406.167        |
| Рованиеми, Финляндия          | 396.897        |

## Планы развития
В октябре 2013 года Finavia получила от финского государства инвестиции в размере 200 миллионов евро. Это позволило начать программу развития аэропорта, которая продлится до февраля 2020 года. Ожидаемые затраты около 900 миллионов евро. Планируется что это создаст около 5000 новых рабочих мест в аэропорту. Модернизация увеличит пропускную способность аэропорта до 30 миллионов пассажиров. Эти работы включают в себя:
- Обновление зала выдачи багажа 2B — завершено в январе 2015
- Модернизация зала прибытия 2А — завершено в июне 2015
- Железнодорожное сообщение — завершено в июле 2015
- Реконструкция ВПП1 — завершено в августе 2015
- Новый автобусный терминал для обслуживания отдаленных стоянок воздушных судов — завершено в июне 2016
- 3000 новых парковочных мест — завершено в августе 2016
- Новый участок тестирования двигателей — завершено в октябре 2016
- Новое южное крыло терминала 2 — завершен в июне 2017
- Новый грузовой терминал Finnair — завершено в конце 2017
- Отель Scandic — завершено в марте 2018
- Новая центральная площадь — январь 2019
- Расширение терминала 1 — июнь 2019
- Новое западное крыло терминала 2 — 2019[41]
- Новый главный вход — 2020

### Расширение терминала 1
Finavia планирует расширить терминал 1, который используется для полетов в страны Шенгенской зоны. Начало строительства началось в ноябре 2017 года. В терминале будут добавлены четыре выхода на посадку, которые будут соединены пешеходными коридорами. Каждый выход на посадку будет иметь один гейт, за исключением одного, который будет иметь три гейта. Гейты 5-11 не будут оборудованы телетрапами.

### Расширение терминала 2
В терминале 2 будут добавлены 8 новых гейтов и новые стоянки для воздушных судов на перроне. Все гейты для дальнемагистральных рейсов будут иметь двойные телетрапы, что позволит ускорить процедуру посадки пассажиров. К гейтам 38 и 39 (ныне 53 и 54) были установлены новые телетрапы. Гейт 49 сможет принимать самолет Airbus A380, на перроне появятся новые места для этих самолетов. Пять гейтов будут спроектированы таким образом, что каждый из них сможет одновременно обрабатывать два самолета, таких как Boeing 737 или Airbus A320.
В июне 2016 года, для увеличения пропускной способности аэропорта, был открыт новый автобусный терминал для обслуживания отдаленных стоянок воздушных судов (гейты 50А-М).
Новое южное крыло терминала 2, площадью 8300 квадратных метров, было открыто 10 июля 2017 года. Первый регулярный рейс с номером AY006, с гейта 54, вылетел в Нью-Йорк. Строительство заняло около 18 месяцев. Первый этаж для прибывающих пассажиров, другой для вылетов. Все гейты имеют двойные телетрапы.
20 сентября 2016 года началось строительство западного крыла. Строительство планируется завершить в 2019 году. Первая часть — это большая центральная площадь, которая должна открыться в конце 2018 года и будет включать в себя 25 000 квадратных метров новых пассажирских и багажных помещений. В зоне будет 9 новых гейтов для широкофюзеляжных воздушных судов. Гейт 49 будет принимать самый большой пассажирский самолет Airbus A380.
Общая площади строительства 157.000 квадратных метров.
Расширение терминального пространства позволит сосредоточить все услуги по отправлению и прибытию воздушных судов, такие как регистрация, контроль безопасности, транспортировка багажа, в одном терминале.

### Строительство нового терминала
Finavia также планирует строительство третьего терминала в аэропорту Хельсинки. Согласно предварительному плану, новый терминал будет расположен между взлетно-посадочными полосами 04R/22L и 04L/22R, а взлетно-посадочная полоса 15/33 будет демонтирована. Это будет главный терминал аэропорта, но зона регистрации останется в текущем здании. Решение о строительстве пока не принято.